# Crocosmia aurea
Crocosmia aurea är en irisväxtart som först beskrevs av Karl Carl Wilhelm Ludwig Pappe och William Jackson Hooker, och fick sitt nu gällande namn av Jules Émile Planchon. Crocosmia aurea ingår i släktet montbretior, och familjen irisväxter.

## Underarter
Arten delas in i följande underarter:
- C. a. aurea
- C. a. pauciflora

## Bildgalleri

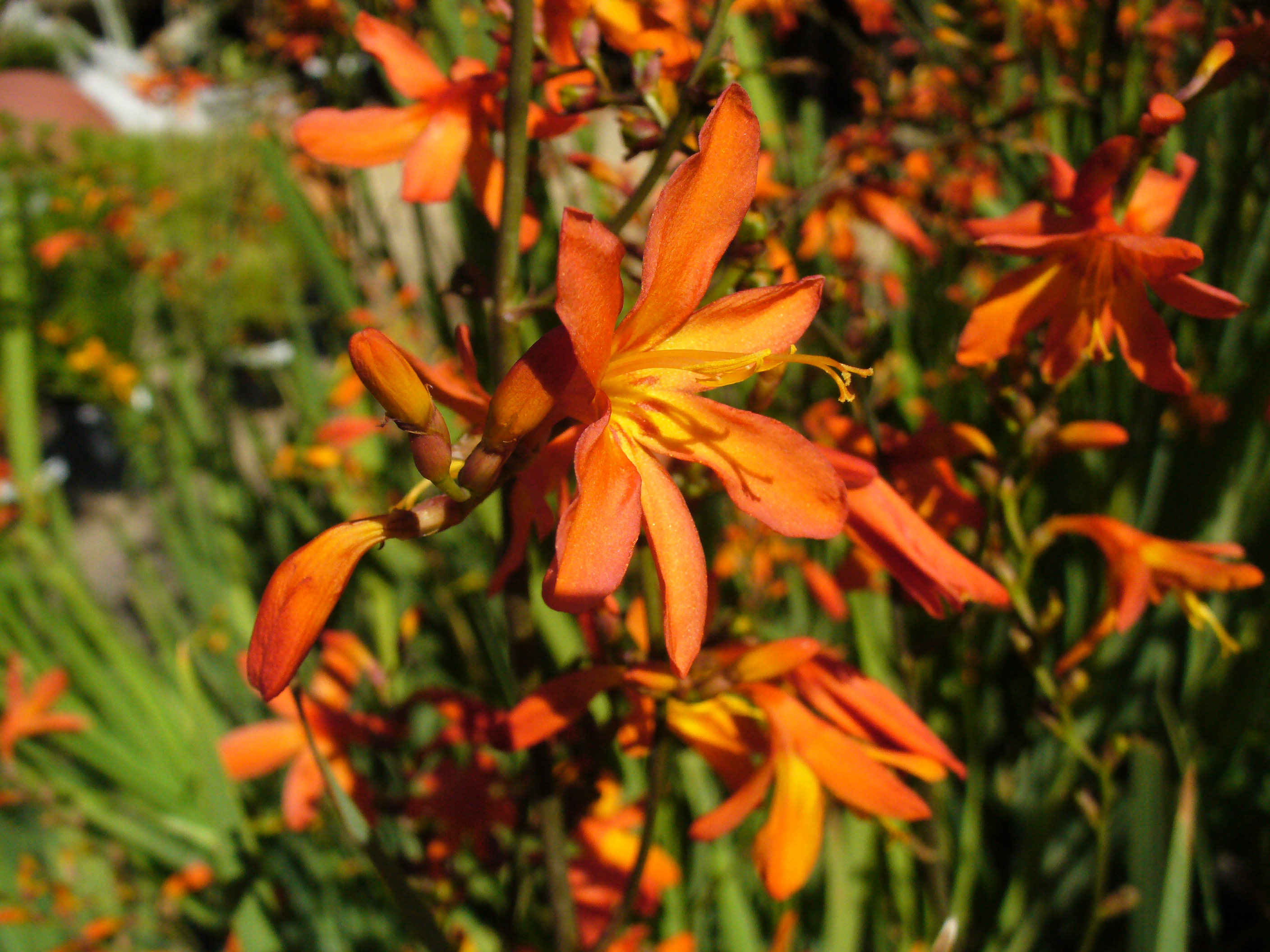
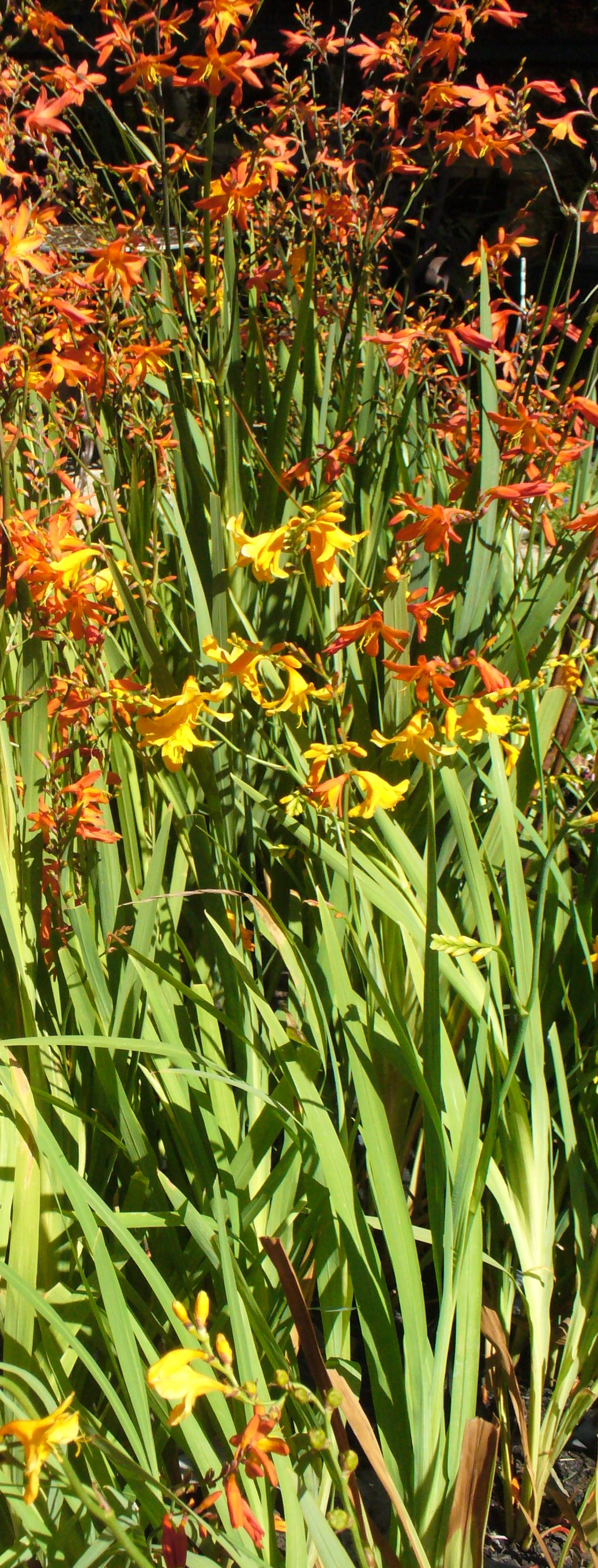
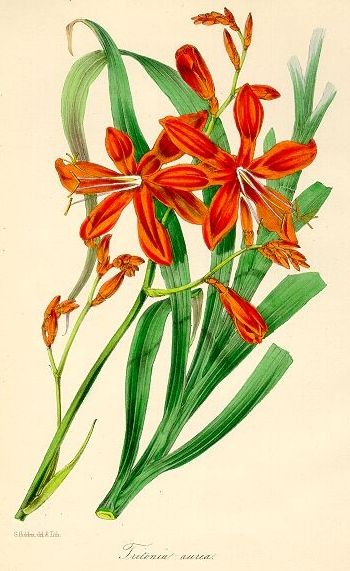
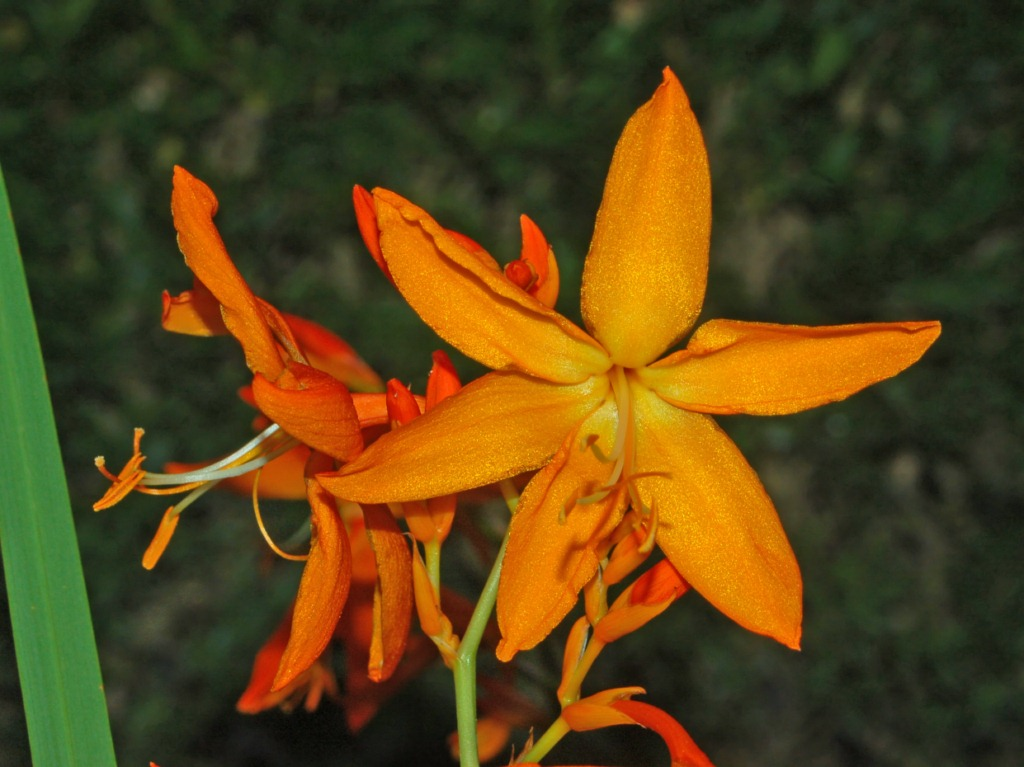
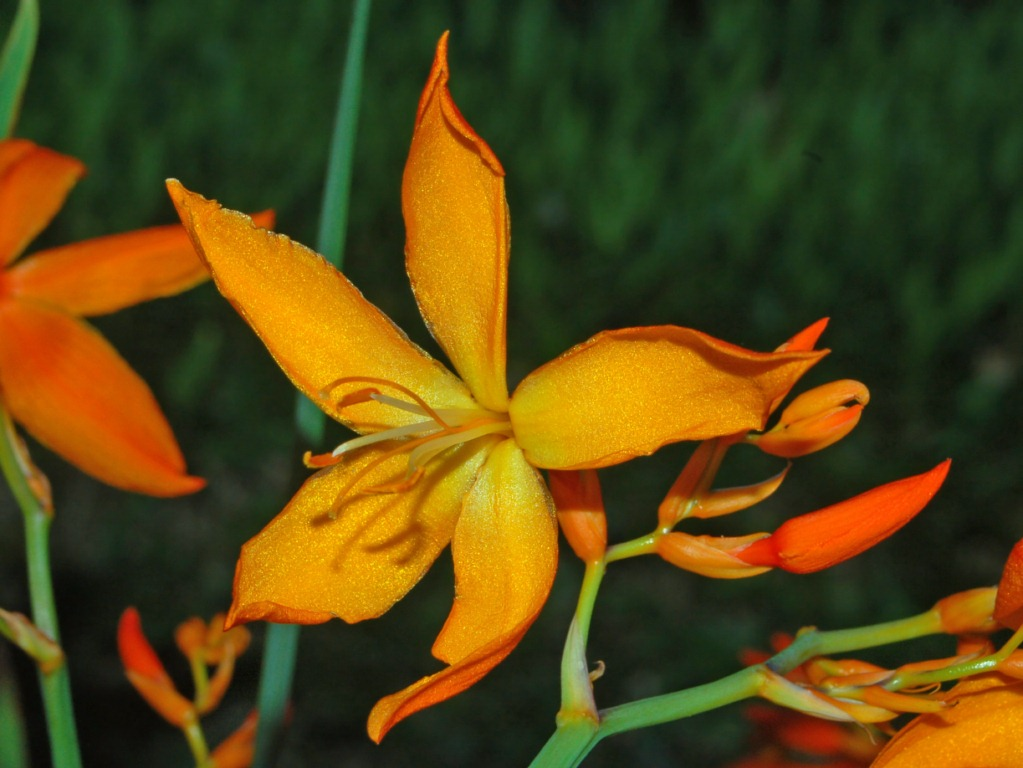
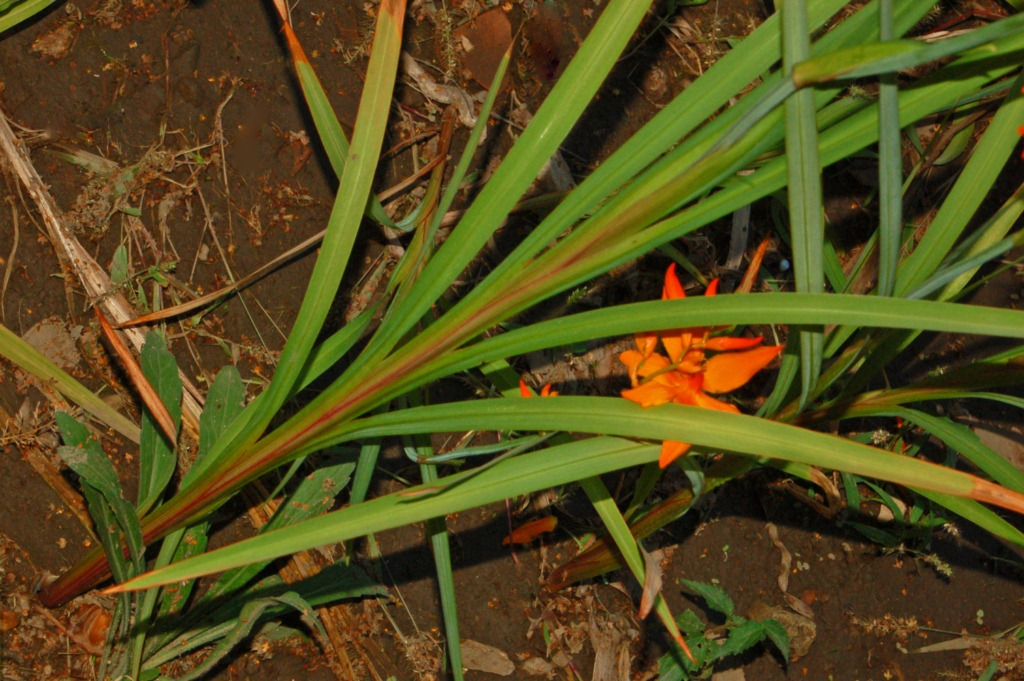